# SN 2002cw
SN 2002cw – supernowa typu Ib odkryta 16 maja 2002 roku w galaktyce NGC 6700. W momencie odkrycia miała maksymalną jasność 18,70m.